# Łaz (województwo mazowieckie)
Łaz – wieś sołecka w Polsce, położona w województwie mazowieckim, w powiecie przasnyskim, w gminie Chorzele.
| SIMC    | Nazwa    | Rodzaj     |
| ------- | -------- | ---------- |
| 0990250 | Sosnówek | przysiółek |

W latach 1975–1998 miejscowość administracyjnie należała do województwa ostrołęckiego.
Wierni kościoła rzymskokatolickiego należą do parafii św. Mikołaja w Chorzelach.